# (284891) Kona
(284891) Kona est un astéroïde de la ceinture principale.

## Description
(284891) Kona est un astéroïde de la ceinture principale. Il fut découvert le 13 septembre 2009 à l'observatoire du Teide (télescope OGS de l'Agence spatiale européenne) par ESA OGS. Il présente une orbite caractérisée par un demi-grand axe de 3,10 UA, une excentricité de 0,20 et une inclinaison de 16,3° par rapport à l'écliptique.

## Compléments